# Bad Boy (Fernsehserie)
Bad Boy (Originaltitel ילד רע; Transkr. Yeled Ra) ist eine israelische Dramaserie, die 2023 von Ron Leshem, Daniel Chen und Hagar Ben-Asher entwickelt wurde. Die Handlung basiert lose auf dem Leben des Komikers Daniel Chen, der auch als erwachsene Version seiner Figur mitwirkt. Die Serie wurde zunächst beim Toronto International Film Festival uraufgeführt, und später auf dem israelischen Sender HOT sowie weltweit auf Netflix veröffentlicht.

## Handlung
Die Serie erzählt die Geschichte von Dean Sheyman, einem 13-jährigen Jungen, der nach einem Vergehen in eine Jugendstrafanstalt bei Tel Aviv eingewiesen wird. Dort ist er Gewalt und Missbrauch ausgesetzt, findet jedoch in einem Mithäftling namens Zion Zoro einen Freund. In Rückblenden und parallelen Handlungssträngen wird Deans Entwicklung vom Jugendlichen zum Stand-up-Comedian gezeigt, wobei sich langsam die dramatischen Ereignisse seiner Vergangenheit entfalten.

## Produktion
Die Serie wurde von der israelischen Produktionsfirma Sipur in Zusammenarbeit mit der US-amerikanischenmFirma North Road Company produziert. Die Regie aller Episoden übernahm Hagar Ben-Asher. Die Drehbücher stammen von Ron Leshem, Daniel Chen, Hagar Ben-Asher und weiteren Autoren. Bei der Besetzung kamen neben Profis auch viele Laiendarsteller zum Einsatz.

## Veröffentlichung
Die Premiere der Serie erfolgte am 7. September 2023 beim Toronto International Film Festival. Die Fernseh-Erstausstrahlung in Israel begann am 19. November 2024 auf dem Pay-TV-Sender Hot 3. Seit dem 2. Mai 2025 ist die Serie auf Netflix in 190 Ländern verfügbar, auch in deutscher Synchronfassung.

## Besetzung und Synchronisation
Die deutschsprachige Synchronisation entstand nach den Dialogbuch von Robert Golling sowie unter der Dialogregie von Torsten Sense durch die Synchronfirma VSI Synchron GmbH.
| Rolle              | Schauspieler  | Synchronsprecher    |
| ------------------ | ------------- | ------------------- |
| Dean Shaiman       | Guy Manster   | Thoralf Theusner    |
| Dean Shaiman (alt) | Daniel Chen   | Tim Sander          |
| Zion Zoro          | Havtamo Farda | Oscar Räuker        |
| Tamara Shaiman     | Neta Plotnik  | Magdalena Helmig    |
| Chelli             | Liraz Chamami | Nora Kunzendorf     |
| Dekel Shaiman      | Bar Fatal     | Francis Fanselow    |
| Sunny Bracha       | Ben Sultan    | Joel Schultze-Motel |
| Keren              | Bat-hen Sabag | Isabelle Höpfner    |

## Rezeption
Die Serie wurde in Israel mit großer Begeisterung aufgenommen. Bei den Israeli Television Academy Awards 2025 gewann Bad Boy sieben Auszeichnungen, darunter „Beste Dramaserie“, „Beste Regie“ und „Bester Hauptdarsteller“.
Kritiker lobten die Authentizität und emotionale Tiefe der Serie. TIME-Journalistin Judy Berman beschrieb die Serie als „kraftvolles Gefängnisdrama“, kritisierte jedoch eine teilweise überladene Erzählstruktur. Medien wie Haaretz und Kveller bezeichneten die Serie als kulturellen Meilenstein und Erfolgsprodukt israelischen Storytellings.